# 대청다목적댐
대청다목적댐(大淸多目的댐, Daecheong Dam)은 대전광역시 대덕구 신탄진동과 충청북도 청주시 상당구 문의면 덕유리 사이의 금강 본류를 가로지르는 다목적댐(multipurpose dam)이다. 명칭은 과거 댐이 만들어질 때 행정구역이었던 대덕군(現 대전광역시)과 청원군(現 청주시)의 앞 글자를 딴 것이다.
1975년 3월에 공사를 착수하여 1981년 6월 완공되었다. 높이 72m, 길이 495m, 저수면적은 72.8km2, 체적 123만4천m3의 중력식 콘크리트댐과 사력댐으로 구성된 복합형 댐으로 금강 하구로부터 150km 상류지점인 대전광역시 동북방 16km, 청주시 남방 16km 지점에 있다. 주요시설로는 저수용량 14억9천만m3의 본댐과 조정지댐이 있으며, 본댐 주변에는 저수지내의 물이 다른 지역으로 넘치지 못하도록 해 주는 3개의 보조댐이 있다. 또한 대전광역시와 청주시를 비롯한 충청권 일부지역으로 용수를 공급하기 위한 도수로와 시설용량 9만㎾의 수력발전소가 있다. 대청댐으로 인해 생긴 대청호는 저수량 기준으로 대한민국에서 소양호와 충주호에 이어 세 번째로 큰 호수이다.

## 개요
- 하천명 : 금강 본류
- 위치
  - 좌 안 : 대전광역시 대덕구 미호동
 우 안 : 충청북도 청주시 상당구 문의면 덕유리[1]
- 유역면적 : 4,134km2
- 총사업비 : 1,557억원
- 연평균강우량 : 1,230mm
- 연평균유입량 : 3,220백만m3
- 사 업 기 간 : 1975.3 ∼ 1981.6

### 본댐
- 형식 : 콘크리트중력식댐 및 석괴댐 혼합형
- 길이 : 495m
- 높이 : 72m
- 체적 : 123만m3
- 표고 : EL83.00m

### 저수지
- 계획홍수위 : EL80.00m
- 상시만수위 : EL76.50m

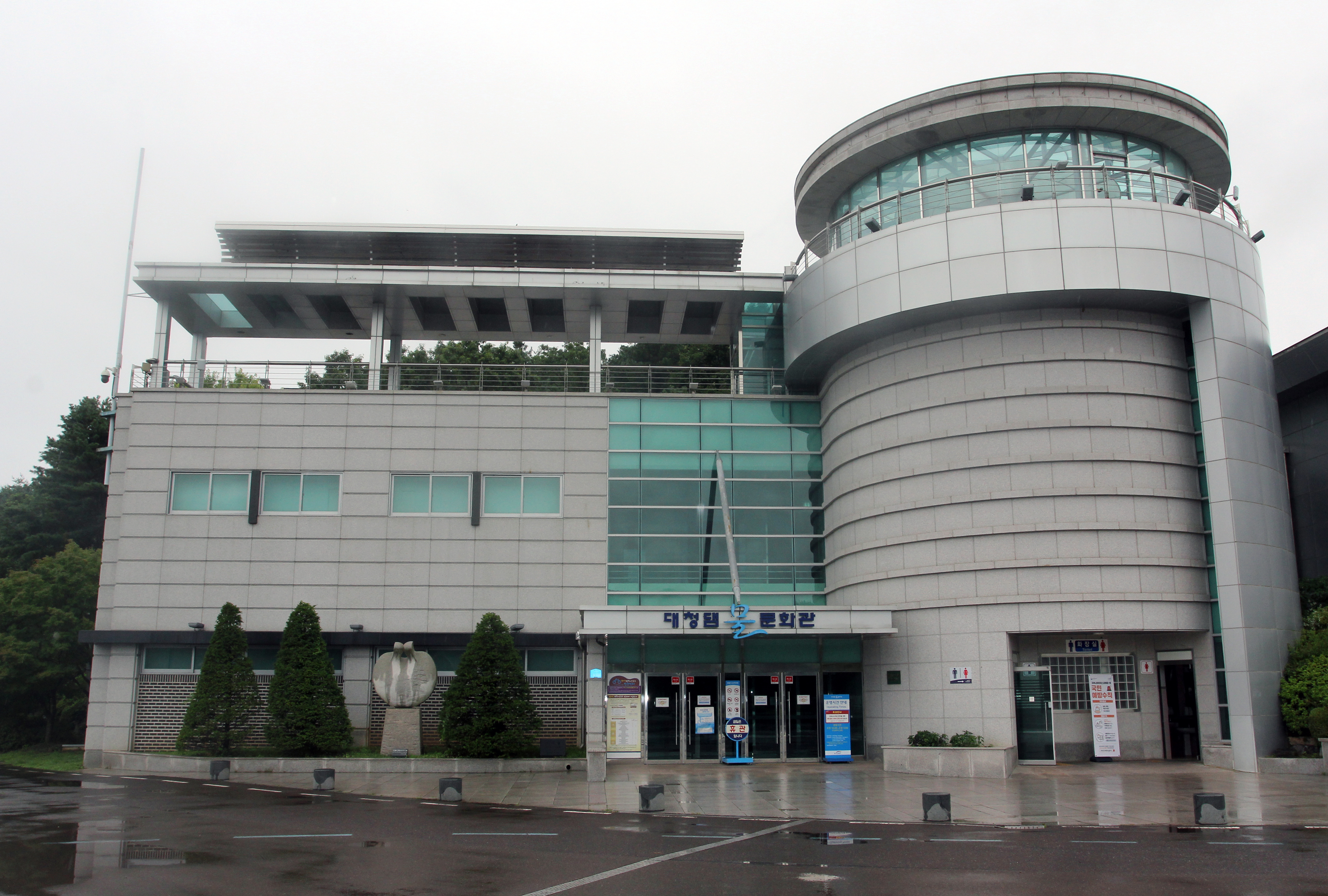
대청댐물문화관

- 홍수기제한수위 : EL72.00 ~76.50m
- 저수위 : EL60.00m
- 총저수용량 : 1,490백만m3
- 유효저수용량 : 790백만m3
- 저수면적 : 72.8km2

## 건설과정
대청댐은 1960년대 후반부터 반복되는 홍수와 가뭄을 방지하고 수돗물을 안정적으로 공급하기 위하여 건설이 검토되었다. 대청댐의 상류인 전북 진안군·장수군, 충북 옥천군 등의 한해 강수량은 한반도 평균 강수량보다 100-200mm가량 많은 장점이 있었다. 대청댐은 경제성 및 최대저수량과 배수 능력을 고려해 수문 하단부에는 콘크리트 중력식으로 댐을 만들고 석괴댐을 결합한 혼합 방식으로 건설되었다.

댐 건설로 인해 대청호 수몰예정지역에 살고 있던 4075세대 2만6000명의 지역 주민들이 고향을 잃고 신탄진과 대전 시내를 비롯해 멀게는 경기도 남양 간척지, 산업단지 취락지 등으로 이주하였다.

## 영향

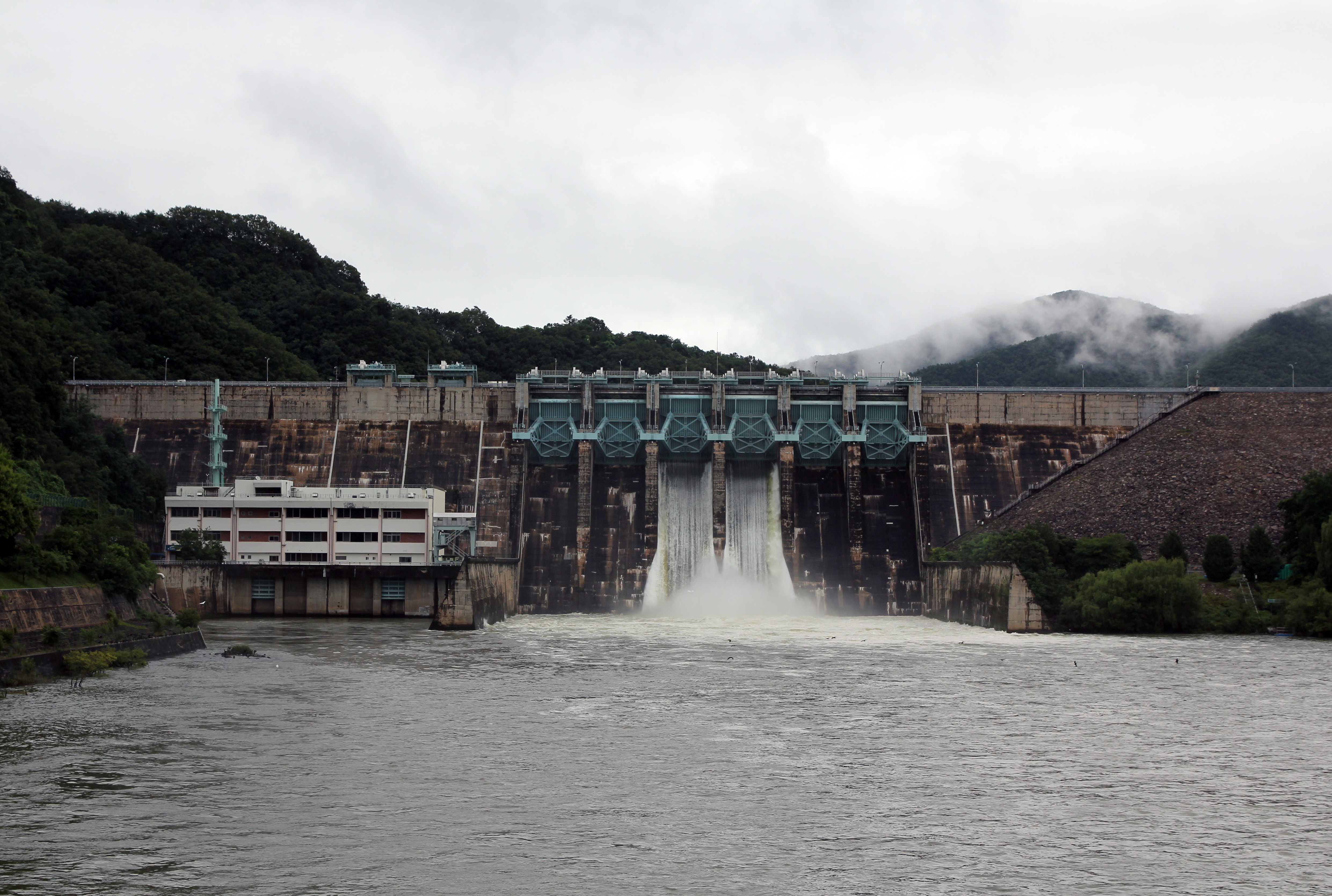
대청댐 비후

댐건설로 이 지역의 연간 안개일수가 증가하였고, 가뭄 시에는 호수에 적조 현상이 발생하여 환경이 변화하였다.
대전시의 상수도 공급체계가 대청호로 인하여 변모하게 되었는데, 일제 강점기인 1934년 현재의 세천지역 세워진 하루 평균 3400m3의 수돗물을 생산하는 정수장과 1950-1960년대 건설된 유등천 등에서 수돗물을 얻는 산성취수장, 중리취수장, 신탄진취수장 등이 폐쇄되었고, 대청댐에서 공급되는 물을 월평정수장과 회덕정수장에서 정수하여 시내전역에 수돗물로 공급하게 되었다. 또한 대전 동구 직동의 조그만 산이던 통뫼가 섬이 되었고, 대덕구 황호동에도 2개의 섬이 생겼다.

## 자연생태관
대청호 자연생태관에서는 대청호에 서식하고 있는 어류·곤충·식물에 관한 표본과 입체영상자료 등도 전시되고 있다. 또한 자연생태관 내의 향토관에서는 당시 댐건설로 이주했던 주민들의 생활상을 엿볼 수 있다.

## 금강종주 자전거길
4대강 자전거길의 하나인 금강 자전거길이 대청댐에서 시작된다. 자연생태관 앞에 종주인증센터가 위치하고 있다.